# كاميرون بويرتاس
كاميرون بويرتاس (بالإسبانية: Cameron Puertas) هو لاعب كرة قدم إسباني، ولد في 18 أغسطس 1998 في لوزان في سويسرا.

## وصلات خارجية
- كاميرون بويرتاس على موقع الاتحاد الأوربي (الإنجليزية)
- كاميرون بويرتاس على موقع قاعدة بيانات كرة القدم.إي يو (الإنجليزية)
- كاميرون بويرتاس على موقع Soccerway.com (الإنجليزية)
- كاميرون بويرتاس على موقع عالم كرة القدم.نت (الإنجليزية)